# Спасское (Ступинский район)
Спасское — село в Ступинском районе Московской области в составе Леонтьевского сельского поселения (до 2006 года входило в Леонтьевский сельский округ). В Спасском на 2015 год одна улица — Спасская, связано автобусным сообщением с населёнными пунктами района. В Спасском находилась Церковь Преображения Господня XVIII века постройки, сломанная в середине XX века.

## Население
| 2002 | 2006 | 2010 |
| ---- | ---- | ---- |
| 13   | ↘11  | →11  |

Спасское расположено в восточной части района, у истоков безымянного ручья, правом притоке реки Сукуша, высота центра деревни над уровнем моря — 182 м. Ближайшие населённые пункты: Леонтьево примерно в 1 км на запад и Костомарово — около 2 км на восток.